# Pégau
Le pégau est un type de récipient en céramique, courant dans l’Europe méditerranéenne médiévale entre le XIe siècle et le XIVe siècle. Ce terme renvoi à une poterie tournée de forme généralement ventru portant toujours une anse fixée sur le bord et appliquée à mi-panse. Le pégau est plus large que haut et le fond peut être plat ou légèrement bombé. Façonné dans une pâte réfractaire, il servait autrefois à la cuisson des aliments. 
Cette forme originale dérive des pots du haut Moyen-Âge. À partir du XVe siècle, le pégau évolue progressivement pour devenir le toupin.

## Origine
À la fin du XIXe siècle, MM. Barrière-Flavy et de Saint-Venant ont analysé différents vestiges de fouilles provenant du Midi de la France. Parmi eux, le nombre de becs et goulots de récipients de forme identique a permis à M. de Saint-Venant de les réunir dans une catégorie de vases à becs qu'il a appelé pégau. 
D'une manière générale et avec de nombreuses variantes, « le pégau est un pichet sans col, dont la panse est presque aussi large que haute. Le pourtour de l’orifice est renforcé par un bourrelet le plus souvent épais, parfois aplati ou arrondi. L’anse ne dépasse pas le plan de l’ouverture. Du côté opposé, un gros bec en entonnoir se soude à l’ourlet du bord, sans l’interrompre, ce qui constitue une sorte de pont sous lequel coule le liquide. ». 

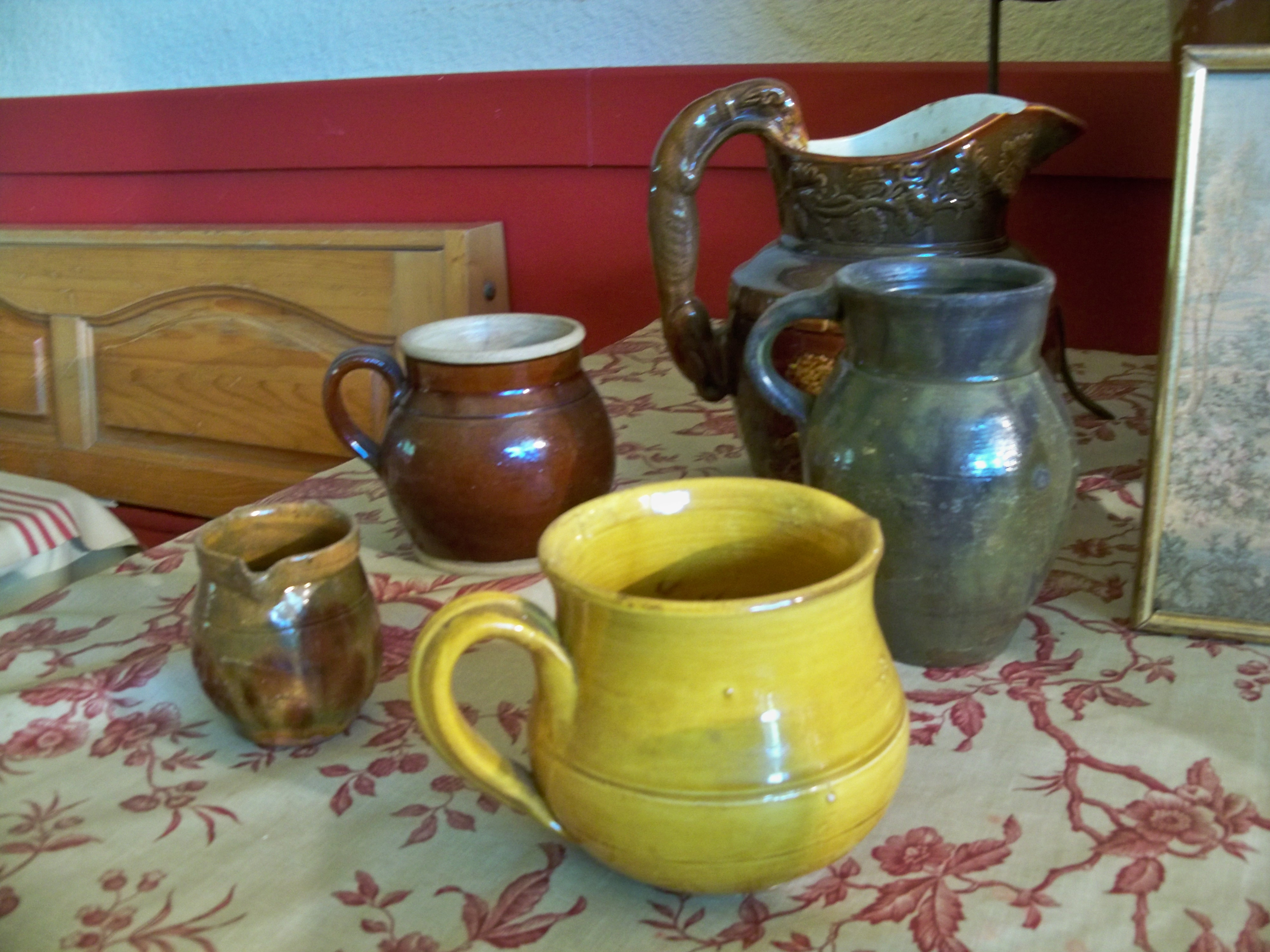
toupins, pichets et pots à café modernes

M. Barrière-Flavy a noté, quant à lui, que les variantes peuvent être nombreuses,  « le goulot se modifie en tubulure à ouverture trilobée, tantôt tout à fait dégagée, tantôt reliée à l’orifice du vase par un coude ; le récipient lui-même se rencontre ou plus allongé, ou plus écrasé. ». Mais les deux érudits soulignent que l'aire de dissémination des pégaus correspond à la province languedocienne. En outre, « le pégau, qui semble bien être un ustensile méridional, occupe à peu près la région où dominèrent les Wisigoths au Ve siècle, avec quelque empiétement, il est vrai, sur le royaume des Burgondes. Les choses sembleraient un peu s’être passées comme si c’était aux Wisigoths que remonterait l’invention ou tout au moins l’importation de ce modèle si tranché. ».

## Historique

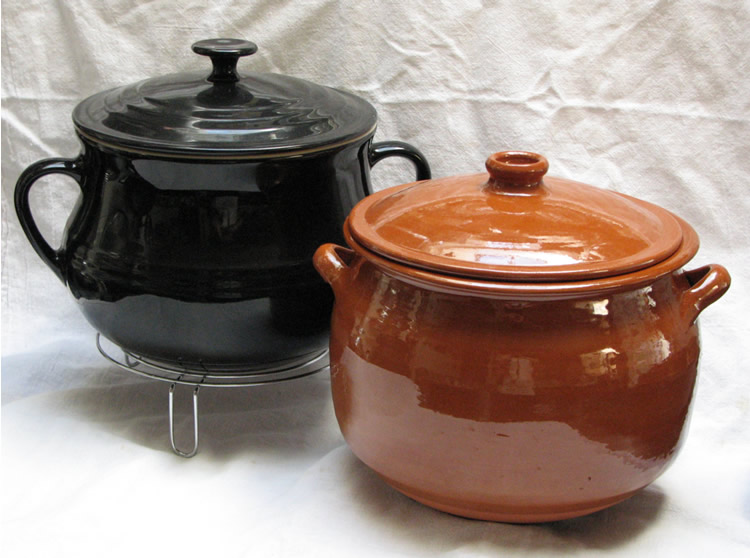
La olla espagnole et loulle provençale ont la même forme et les mêmes fonctions.

Bernard  Pousthomis, qui a étudié "L'apparition de la céramique médiévale glaçurée dans le sud du Tarn" explique : « Le pégau, typique de la moitié Sud de la France est la poterie la plus couramment rencontrée en fouilles, après l'oule. La panse renflée surmontant un fond plat et terminée par une lèvre épaisse, sans col, lui confère une forme basse et trapue. Un bec ponté est opposé à une anse rubanée rattachée à la lèvre. Les parois sont fines (3 à 4 mm). La contenance de ces pégaus varie de 1,5 à 2,3 litres, rarement plus ».
Le vocable oule, issu du latin aula, ou aulla, qui signifie « pot », « soupière » ou « marmite », se retrouve dans la langue provençale avec oulle, qui a la même signification. Ce terme se trouve aussi dans l'ancien français avec le sens de marmite (ole) au cours du XIIIe siècle. Puis le contenant servit à désigner le contenu.
Dans le Languedoc rhodanien, à Saint-Quentin-la-Poterie, « Les vestiges d’un four de potier datable du XIIe ou XIIIe siècle montre que l’activité potière est très ancienne. La production était une céramique grise (non glaçurée). Deux types de vase : l'oule ou marmite ventrue sans anse et le pégau ou cruche basse à bec verseur. ».
La décoration des pégaus, qui étaient majoritairement glaçurés, est la preuve que l'eau ou le vin était servi à table dans ce type poterie. Les fouilles ont montré que depuis la fin du XIIIe et durant tout le XIVe siècle, les poteries ne se distinguent que peu par la diversité de leurs formes, surtout en milieu rural (50 % d'oule, 50 % de pégau). De plus les fouilles d'habitations riches ou d'abbayes, montrent une proportion identique. L'exemple le plus probant est la fouille de l'Hôtel de Brion à Avignon qui a livré un important lot de céramiques glaçurées du XIVe avec un pourcentage de moitié/moitié.

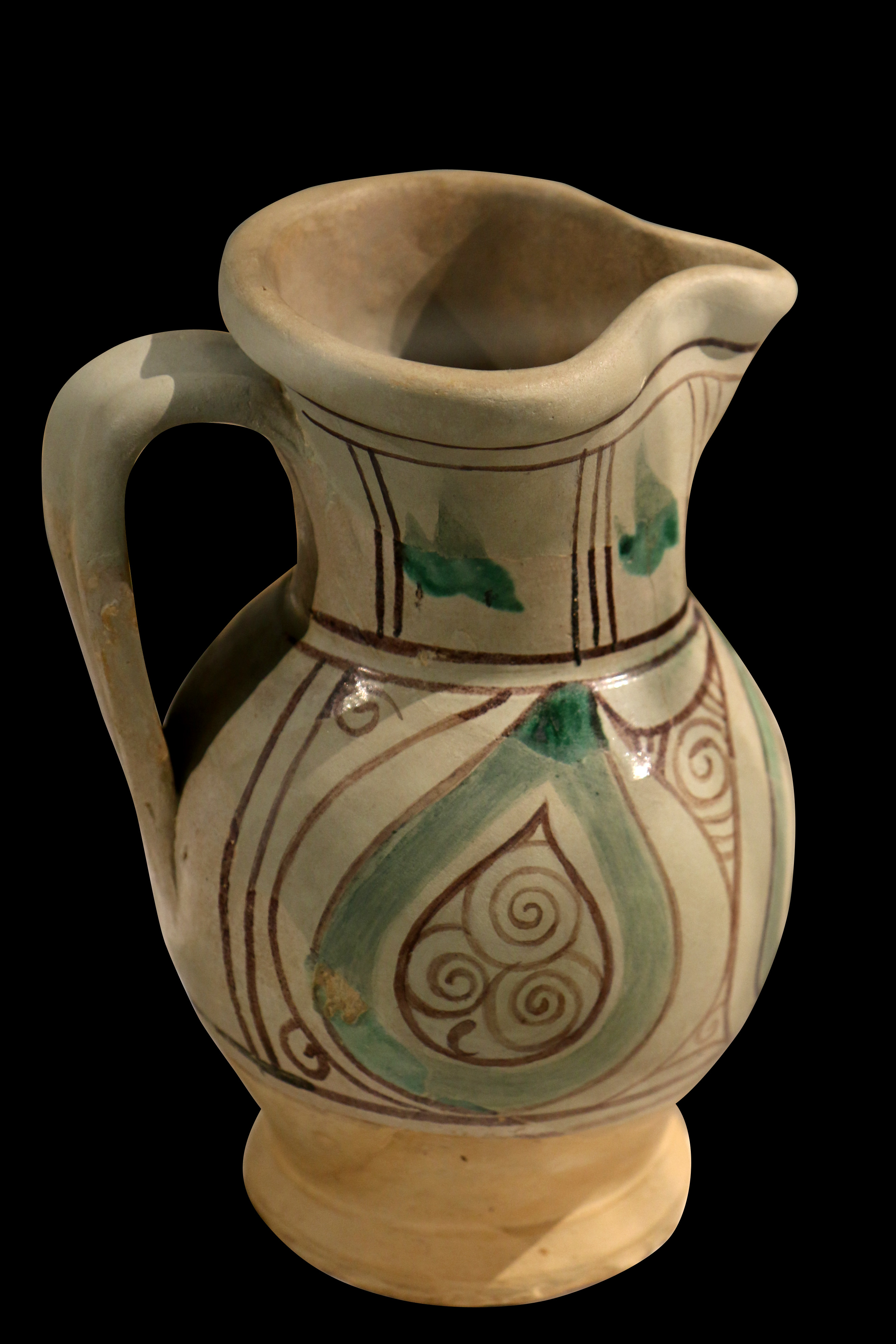
Pichet en pâte calcaire claire, les décors sous glaçure sont faits au vert de cuivre et au brun de manganèse. Production du bourg des potiers de Marseille, trouvée à Saint-Marcel.

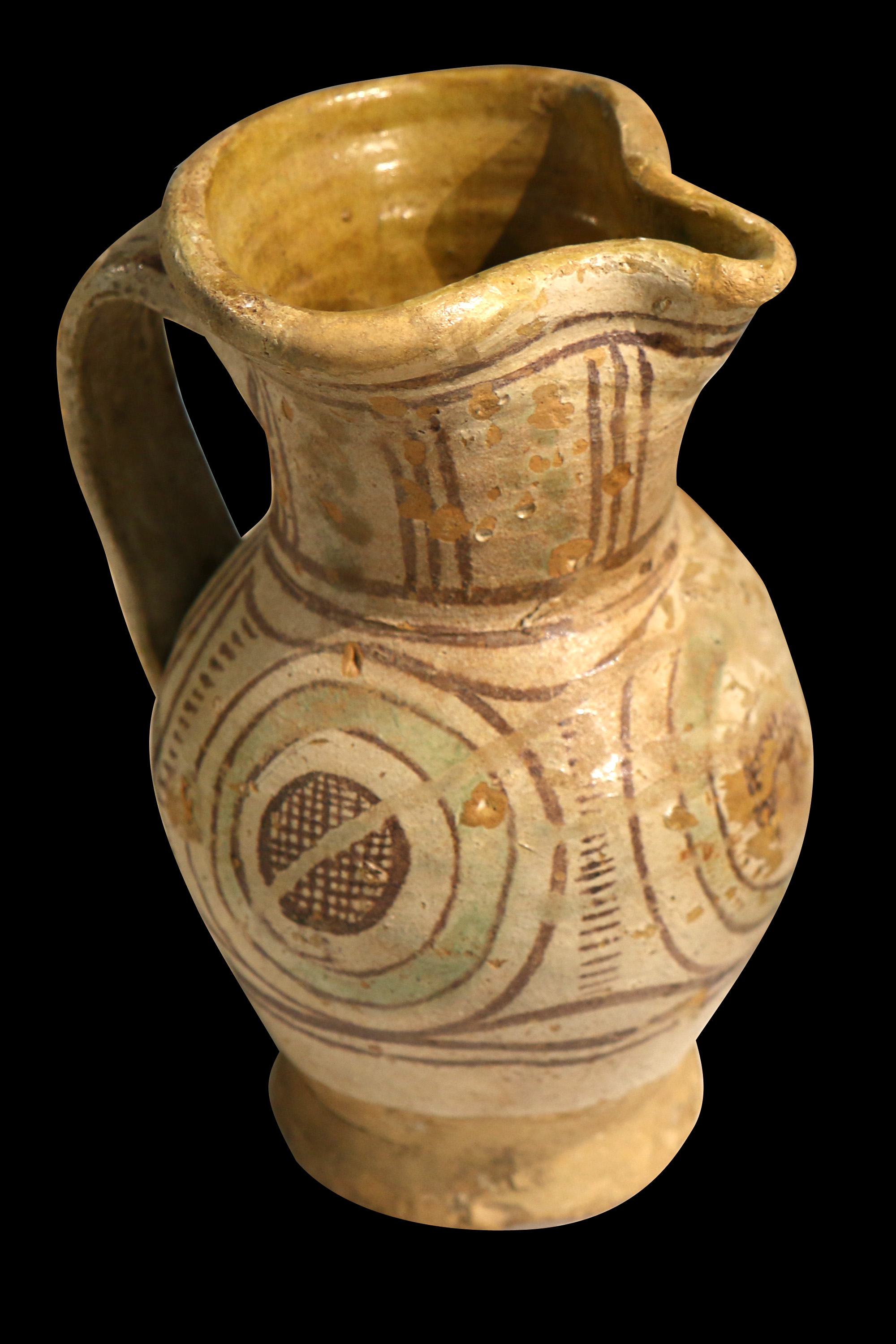
Pichet à décor vert et brun du bourg des potiers de Marseille, trouvée place Jules-Verne.

L'importance de la production des pégaus sur la rive droite du Rhône a été confirmée par des fouilles de sauvetage menées à Marseille, dans le quartier de Sainte-Barbe, au cours de l'année 1991. Ce site est considéré comme le premier atelier urbain ayant fabriqué de la faïence en France au XIIIe siècle. Ces ateliers ont utilisé des techniques de production ainsi que des formes typiques de la péninsule ibérique. Ce qui témoigne d'un transfert de savoir-faire, dans le port phocéen dès lors largement ouvert sur la Méditerranée.
La plus ancienne mention de ce quartier (burgus oleriorum) remonte à 1264. La superposition des fours à céramique, ainsi que leurs différents agrandissements indiquent deux phases d’utilisation pendant le XIIIe siècle. « Les fours anciens, en terre ou en pierre, sont détruits et comblés avant que des nouveaux, en briques d’argile, soient installés avec une orientation inversée ». Ils se distinguent des petits fours utilisés uniquement pour la préparation du plomb ou la glaçure à l’étain. « De telles structures de production, inédites en France, ont révélé le passage à la cuisson oxydante, l’introduction de la glaçure et de l’émail, sur des formes de vaisselles identiques à celles de l’Espagne andalouse et de la Sicile ». Ce centre de production de poterie allait perdurer jusqu'au début du XIVe siècle, pour être abandonné et cédé à des forgerons.